# 德米夫斯凯 (尼古拉耶夫州)
47°29′13″N 31°53′31″E / 47.48694°N 31.89194°E
德米夫斯凯（烏克蘭語：Димівське）是烏克蘭的村落，位於該國南部尼古拉耶夫州，由尼古拉耶夫區負責管轄，始建於1974年，面積0.12平方公里，海拔高度101米，2001年人口695，人口密度每平方公里5,791.7人。